# Gomoglossum
× Gomoglossum (abreviado Gmgm) es un híbrido intergenérico entre los géneros de orquídeas Gomesa × Odontoglossum. Fue publicado en Orchid Rev. 94(1114, cppo): 8 (1986).